# 宁思·布洛克·哈扎里卡
宁思·布洛克·哈扎里卡（英語：Ningshi Block Hazarika，1997年2月13日—），印度女子羽毛球運動員。

## 簡歷
2016年6月，宁思·布洛克·哈扎里卡與库胡尔·加尔格出戰毛里裘斯羽毛球國際賽，打進女子雙打比賽準決賽。

### 2018年世錦賽
2018年8月，宁思·布洛克·哈扎里卡參加中國南京舉行的世界羽毛球錦標賽，與库胡尔·加尔格合作出戰女子雙打項目。她們在首圈就以0比2（19-21、11-21）敗給中華台北組合張淨惠/楊景惇，48強出局。

## 主要比賽成績
| 年份   | 賽事                 | 公開賽級別 | 項目     | 搭檔          | 成績   |
| ------ | -------------------- | ---------- | -------- | ------------- | ------ |
| 2016年 | 毛里裘斯羽毛球國際賽 | 國際系列賽 | 女子雙打 | 库胡尔·加尔格 | 準決賽 |

| 2007-2017年 | 首要超級賽 | 超級賽 | 黃金大獎賽 | 大獎賽 | 國際挑戰賽 | 國際系列賽 | 未來系列賽 | 其他 |

| 2018-2026年 | 總決賽 | 超級1000賽 | 超級750賽 | 超級500賽 | 超級300賽 | 超級100賽 | 國際挑戰賽 | 國際系列賽 | 未來系列賽 | 其他 |

### 奧運會和世錦賽參賽紀錄
|          | 搭檔          | 2018 |
| -------- | ------------- | ---- |
| 女子雙打 | 库胡尔·加尔格 | 48強 |